# Gediegen

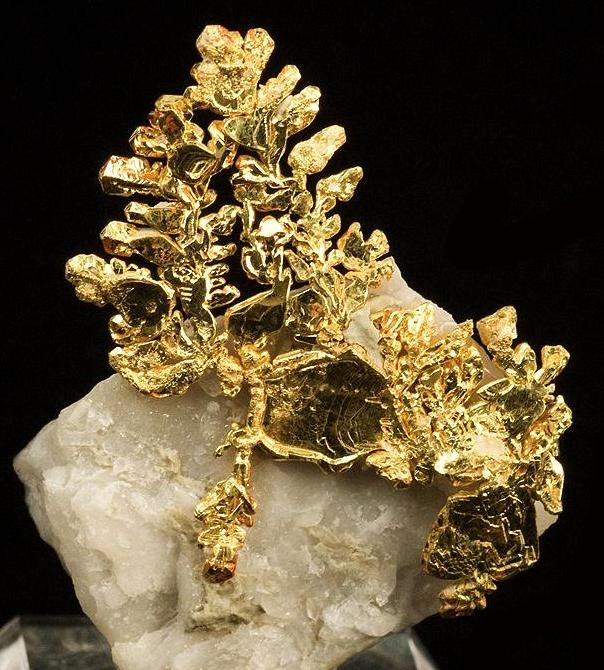
Gediegen(es) Gold

Als gediegen bezeichnet man in der Mineralogie das Vorkommen von reinen chemischen Elementen in der Natur. Die bekanntesten Beispiele sind die Edelmetalle Gold, Silber und die Platinmetalle sowie Kupfer.
Auch viele Nichtmetalle wie Kohlenstoff, Schwefel, Sauerstoff, Stickstoff sowie die Edelgase treten in der Natur in elementarer Form auf. Selbst das reaktionsfreudigste Element Fluor kann kurzfristig elementar auftreten, wenn es beim Anschlagen von Stinkspat austritt.
Gebräuchlich ist das Adjektiv gediegen jedoch vorwiegend bei Metallen. Traditionell wird es vor allem in der Mineralogie häufiger undekliniert verwendet, das heißt in der Form „gediegen Gold“, „gediegen Silber“ und andere statt gediegenes Gold.

## Mineralogie

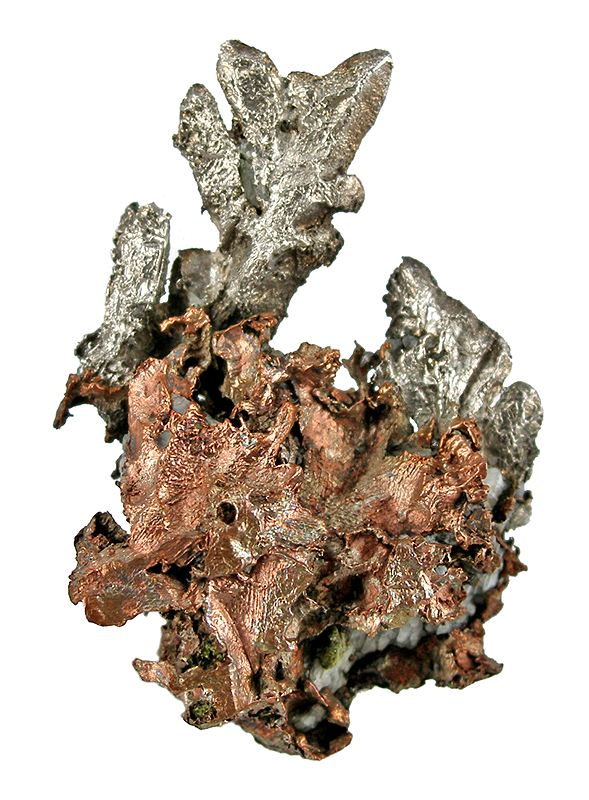
Gediegen(es) Kupfer und Silber auf einer Stufe

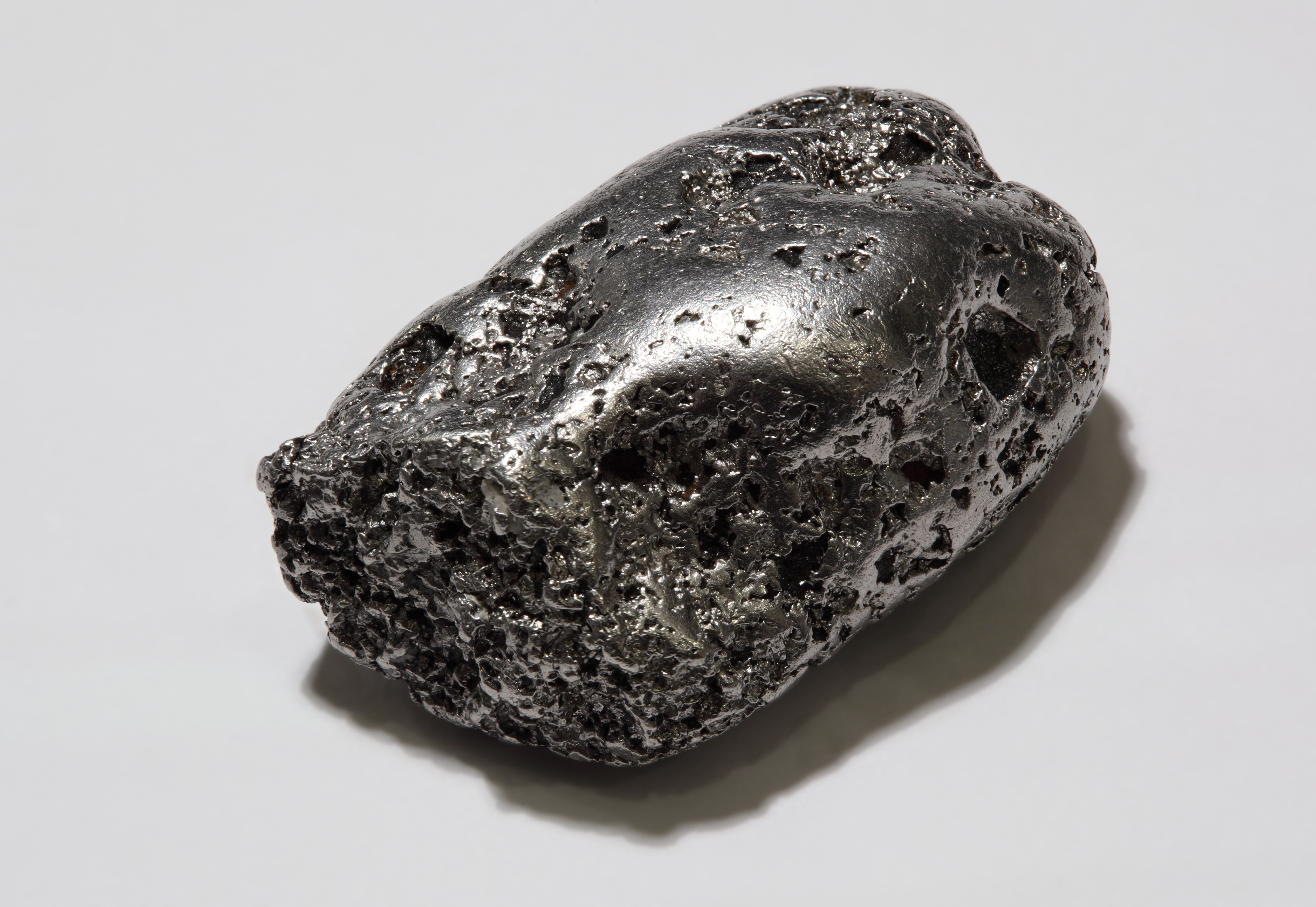
Gediegen(es) Platin als Nugget

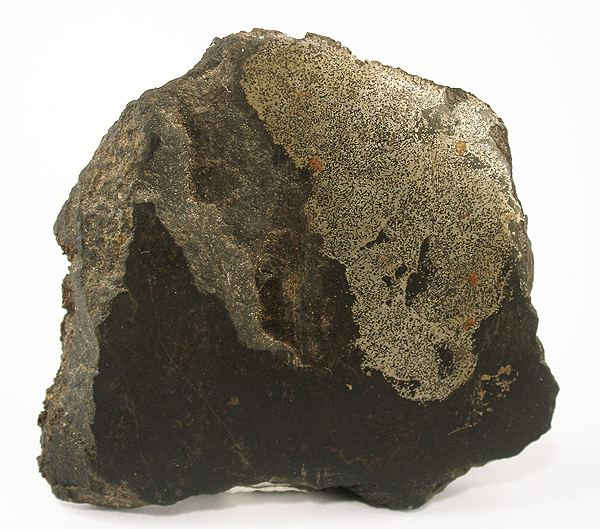
Gediegen(es) Eisen, in Basalt gefunden (Bühl bei Ahnatal-Weimar)

Bisher konnten etwa 30 Elemente in der Natur in reiner Form vorkommend nachgewiesen werden (Stand: 2016) und wurden von der International Mineralogical Association (IMA) als eigenständige Minerale anerkannt.
- Metalle, gediegen vorkommend und von der IMA anerkannt: Aluminium, Blei, Cadmium, Chrom, Eisen, Gold, Indium, Iridium, Kupfer, Molybdän, Nickel, Osmium, Palladium, Platin, Quecksilber, Rhodium, Ruthenium, Silber, Titan, Vanadium, Wolfram, Zink, Zinn
- Halbmetalle: Antimon, Arsen, Bismut (Wismut), Selen, Silicium, Tellur
- Nichtmetalle: Kohlenstoff (Diamant, Graphit, Lonsdaleit), Schwefel (Schwefel, Rosickýit, Klinoschwefel)

Die Systematik der Minerale ordnet diese neben Legierungen, intermetallischen Verbindungen und Carbiden in die Klasse der „Elemente“. Etwa zehn Elemente sind auf der Erde in geologisch relevantem Umfang zu finden, darunter die bereits genannten Metalle Kupfer, Silber und Gold. Da gediegen vorkommende Elemente relativ leicht zugänglich sind, wurden sie bereits im antiken Bergbau gewonnen und verarbeitet.

## Weitere Bedeutungen
In der Alltagssprache bedeutet der Ausdruck gediegen zumeist, dass etwas auf bewährte Weise stilvoll, elegant bzw. rein und gut ist. Seltener wird der Ausdruck im Sinne von gelassen, ruhig, angenehm verwendet. Vor allem in Norddeutschland findet sich eine weitere, von der niederdeutschen Sprache herrührende, eher negative Bedeutung. Dort wird gediegen auch im Sinne von seltsam oder auch eigenartig gebraucht.
2013 landete gediegen auf dem 3. Platz bei der Wahl zum deutschen Jugendwort des Jahres und wird allgemein als super, cool, lässig erklärt.